# Панайот Волов (улица в София)
„Панайот Волов“ е централна улица в София. Носи името на българския революционер и национален герой Панайот Волов.
Простира се между бул. „Янко Сакъзов“ и бул. „Данаил Николаев“ в района между Паметника на Васил Левски и Сточна гара. Бул. „Васил Левски“ се намира западно от ул. „Панайот Волов“, а основната централна ул. „Кракра“ е източно от нея. Пресича се с бул. „Дондуков“.

## Обекти
На самата улица или в нейния район се намират следните обекти:
- Държавен музикален театър
- Посолство на Словакия
- Национален статистически институт
- Първа английска езикова гимназия
- 112 ОУ „Ст. Заимов“